# عيون سهرانة (فلم)
عيون سهرانة هو فيلم سينمائي درامي مصري من إنتاج 1956 إخراج: عزالدين ذوالفقار وتأليف: يوسف عيسى وبطولة صلاح ذو الفقار، شادية، فردوس محمد، عبد الوارث عسر.

## قصة الفيلم
رجل طيب «صابر أفندى» لا يكاد يستقر شهورا في مسكن واحد مع ابنته "فاطمة". يزعم لها أنه يشتغل في مطبعة إحدى الصحف، يكره الاختلاط بالناس، ويشفق عليها من الغواية. في المسكن الجديد تتصل "فاطمة" بابن الجيران الطالب بالسنة الأخيرة بكلية البوليس، ويربط بينهما الحب، فيذهب لخطبتها من أبيها حيث يعمل بالجريدة. تكتشف الابنة أن أباها لا يشتغل بتلك الجريدة. تعود إلى البيت وتصارحه باكتشافها، فيعترف لها بأنه كان سكرتيرا للنيابة، وكانت له بنت أخرى كبيرة، انتحرت تخلصا من العار، واعترفت له وهي تحتضر باسم من غواها وهجرها. ذهب أبوها ليقتل الندل، لكنه يفاجأ به جثة هامدة، إذ سبقه آخر فأغمد خنجرًا في ظهره. يخشى الرجل أن يقبض عليه، فهرب مع طفلته الأخرى، ويحضر إلى القاهرة حيث يغير اسمه.

## بطولة
- صلاح ذو الفقار بدور صلاح
- شادية بدور فاطمة
- فردوس محمد بدور فاطمة أم صلاح
- عبد الوارث عسر بدور صابر أفندي
- فؤاد المهندس بدور صديق صلاح
- عقيلة راتب بدور رجاء
- عبد الرحيم الزرقاني بدور المحامي
- خيرية أحمد بدور قريبة الملاكم
- سامية رشدي بدور أم الملاكم
- مختار السيد بدور موظف بالأهرام
- عفاف شاكر بدور سلوي ابنة صابر
- عدلي كاسب بدور مأمور القسم
- بدر نوفل بدور الضابط
- محمد الديب بدور القتيل

## أغاني الفيلم
- غناء: شادية
- «أوعى جمد قلبك» تلحين منير مراد وتأليف فتحي قورة
- «عيون سهرانة» تلحين منير مراد وتأليف فتحي قورة
- «المامبو» تلحين منير مراد وتأليف فتحي قورة

## روابط خارجية
- مقالات تستعمل روابط فنية بلا صلة مع ويكي بيانات